# Ammodramus
Genre
Ammodramus est un genre de passereaux de la famille des Passerellidae.

## Liste des espèces et sous-espèces
D'après la classification de référence du Congrès ornithologique international (ordre phylogénique) :
- Ammodramus savannarum (J.F. Gmelin, 1789) – Bruant sauterelle
- Ammodramus humeralis (Bosc, 1792) – Bruant des savanes
- Ammodramus aurifrons (Spix, 1825) – Bruant à front d'or

Les espèces A. humeralis et A. aurifrons étaient autrefois dans le genre Myospiza.